# Sinclair ZX81
O computador doméstico Sinclair ZX81, lançado pela Sinclair Research em 1981, veio em sequência ao ZX80.
O gabinete era preto, com um teclado de membrana; a aparência peculiar da máquina foi obra do desenhista industrial Rick Dickinson. A saída de vídeo, como no ZX80, era dirigida para um aparelho de televisão, e salvar e gravar programas requeria o uso de gravadores de fita cassete. Tem uma grande importância histórica por ter sido o primeiro computador doméstico no mundo vendido abaixo de US$ 100 (sob a forma de "kit"), e em consequência, ter atingido um volume expressivo de unidades vendidas.

## Especificações técnicas
Da mesma forma que o Sinclair ZX80, o processador era um NEC Zilog Z80-compatível, rodando a uma taxa de 3,25 MHz. A placa de circuito impresso havia sido redesenhada com um CI desenvolvido sob encomenda, e tinha agora somente quatro ou cinco chips: o microprocessador Z80A, um chip lógico (ULA) produzido pela Ferranti ou ASIC, um chip de ROM 2364 com 8Kx8 bits e uma RAM contendo um chip 4118 com 1Kx8 bits ou dois chips 2114 com 1Kx4 bits. O "SO" em ROM tinha sido aumentado para 8 KB e o Sinclair BASIC agora dava suporte a aritmética de ponto flutuante. Logo no início, a Sinclair oferecia esta ROM aperfeiçoada como um "upgrade" para o ZX80.

### Memória

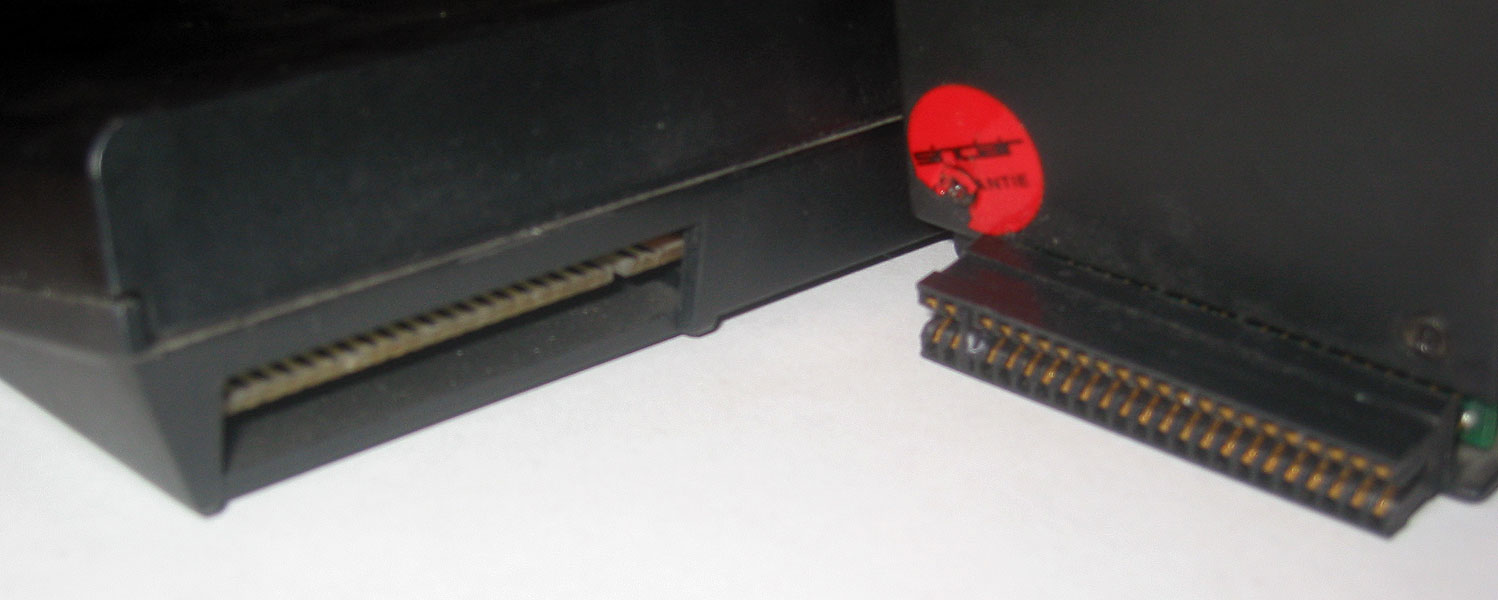
Detalhe da porta de expansão do ZX81

O sistema básico fornecido (por cerca de £70 no Reino Unido ou US$100 nos EUA) tinha 1 KiB (1024 bytes) de RAM. Esta RAM era usada para conservar as variáveis de sistema do computador, a imagem da tela, e quaisquer programas e dados. A tela funcionava num modo somente texto, com 32 caracteres de largura por 24 de altura. Todavia, gráficos de blocos com uma resolução de 64×48 pixéis eram viabilizados pelo comando PLOT, o qual, engenhosamente, selecionava entre um conjunto de 16 caracteres gráficos. Para conservar memória, os bytes da tela eram armazenados como cadeias de comprimento mínimo: por exemplo, se uma linha de tela tinha somente 12 caracteres de comprimento, ela seria armazenada com somente 12 caracteres seguidos pelo código de "nova linha", sendo o restante da linha assumido automaticamente como espaços em branco. Usando este conhecimento, era comum escreverem-se programas que se mantinham no lado superior esquerdo da tela, para economizar memória. Como outro recurso de economia de memória, as palavras-chave do BASIC eram armazenadas como tokens de 1 byte. Se a memória começasse a ficar reduzida, o número de linhas exibidas na tela da TV também o seria.
Mesmo com todas estas medidas de economia de espaço, a escassa memória da máquina não podia ir muito longe e então, um módulo de expansão de 16 KiB de RAM (US$100 nos EUA) foi disponibilizado. Em meados de 1982, expansões de 32 KiB e 64 KiB tornaram-se disponíveis para serem conectadas na porta de expansão da máquina (e tornaram-se conhecidas por sua notória instabilidade, bastando um leve esbarrão para que horas de trabalho de programação fossem perdidos).
Mesmo então, havia muitos jogos e aplicativos que rodavam nesse 1 KiB minimalista, incluindo um jogo de Xadrez bem básico. Não era muito difícil conhecer, entender e controlar completamente o computador, algo quase impossível nos dias de hoje.

### Armazenamento

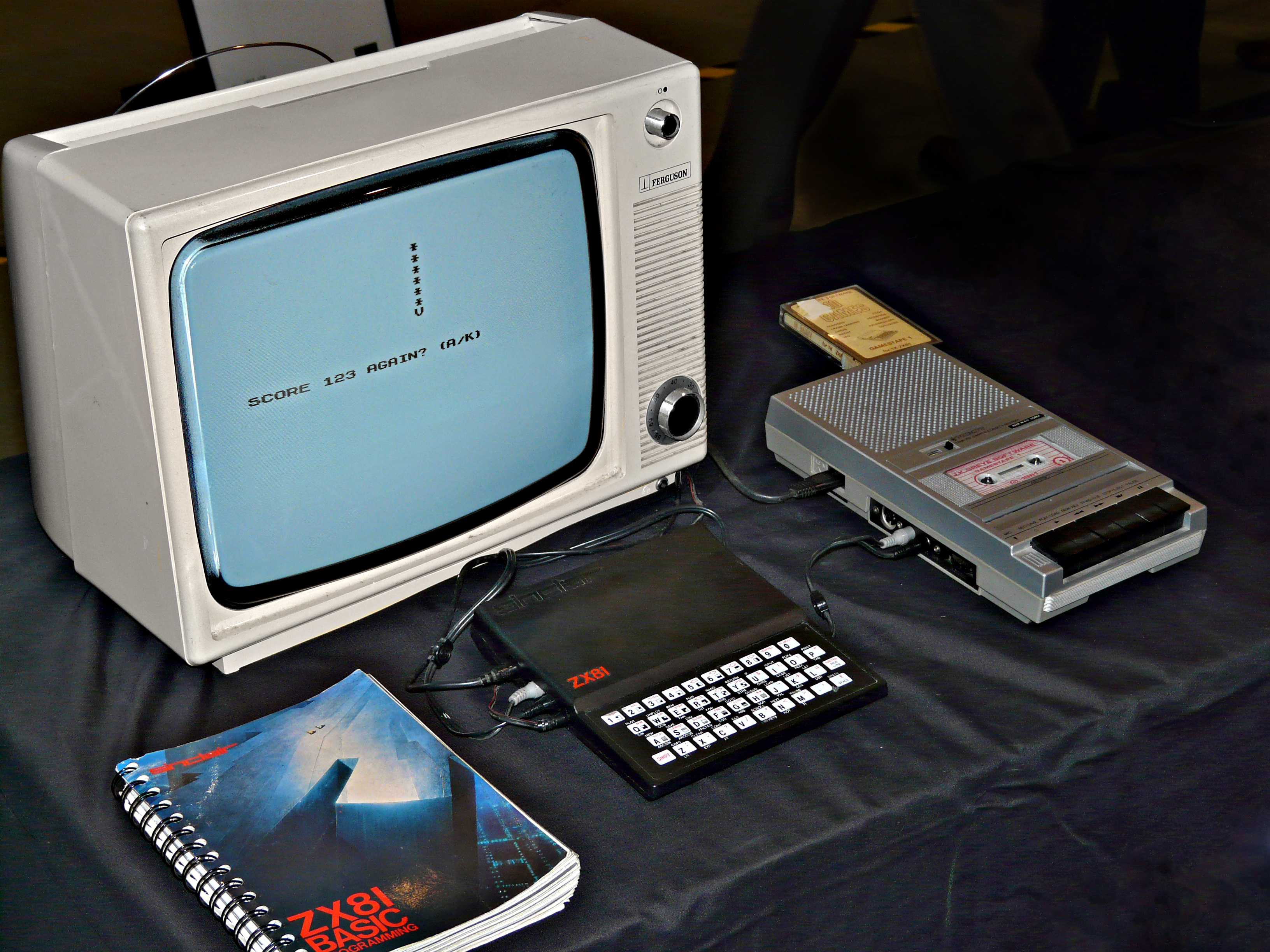
Sinclair ZX81

Uma forma simples de armazenamento offline tornou-se possível usando um gravador de cassetes. Os programas eram armazenados e lidos entre 250 e 300 bps.

### Áudio
O ZX81 não possuía a capacidade de produzir som, mas, através de programação inteligente, era possível modular a interferência que o processador causava na TV, criando assim um teclado musical rudimentar.

### Vídeo

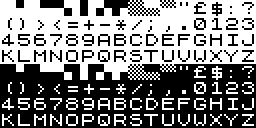
Imagem da tela do ZX81 mostrando seu conjunto de caracteres próprio

No ZX80 e ZX81, a saída de vídeo era gerada pelo chip Z80. No ZX80, quando um programa era executado, a tela escurecia até que o programa fizesse uma pausa, aguardando uma entrada. Uma melhoria do ZX81 sobre o ZX80 foi que o ZX81 tinha dois modos de operação. O ZX81 podia rodar em modo FAST ("rápido"), como o ZX80, escurecendo a tela quando um programa era executado ou no modo SLOW ("lento", cerca de 1/4 da velocidade do "rápido"), no qual o vídeo era mantido. Visto que um laço FOR-NEXT de 1 a 1000 levava 19 segundos para ser executado, era comum deixar a máquina em FAST todo o tempo, com o inconveniente de fazer a tela da TV piscar toda vez que uma tecla era pressionada em modo de edição.
O ZX81 não usava o código ASCII mas tinha seu próprio conjunto de caracteres. O caractere código 0 era o espaço, os códigos 1-10 eram usados para blocos gráficos, os códigos 11-63 correspondiam à pontuação, números e caracteres em maiúsculas. Os caracteres de 128 a 191 eram versões em vídeo inverso dos primeiros 64 caracteres. Os demais códigos representavam tokens do BASIC e códigos de controle, como NEWLINE (equivalente ao "ENTER"). Não havia caracteres minúsculos.

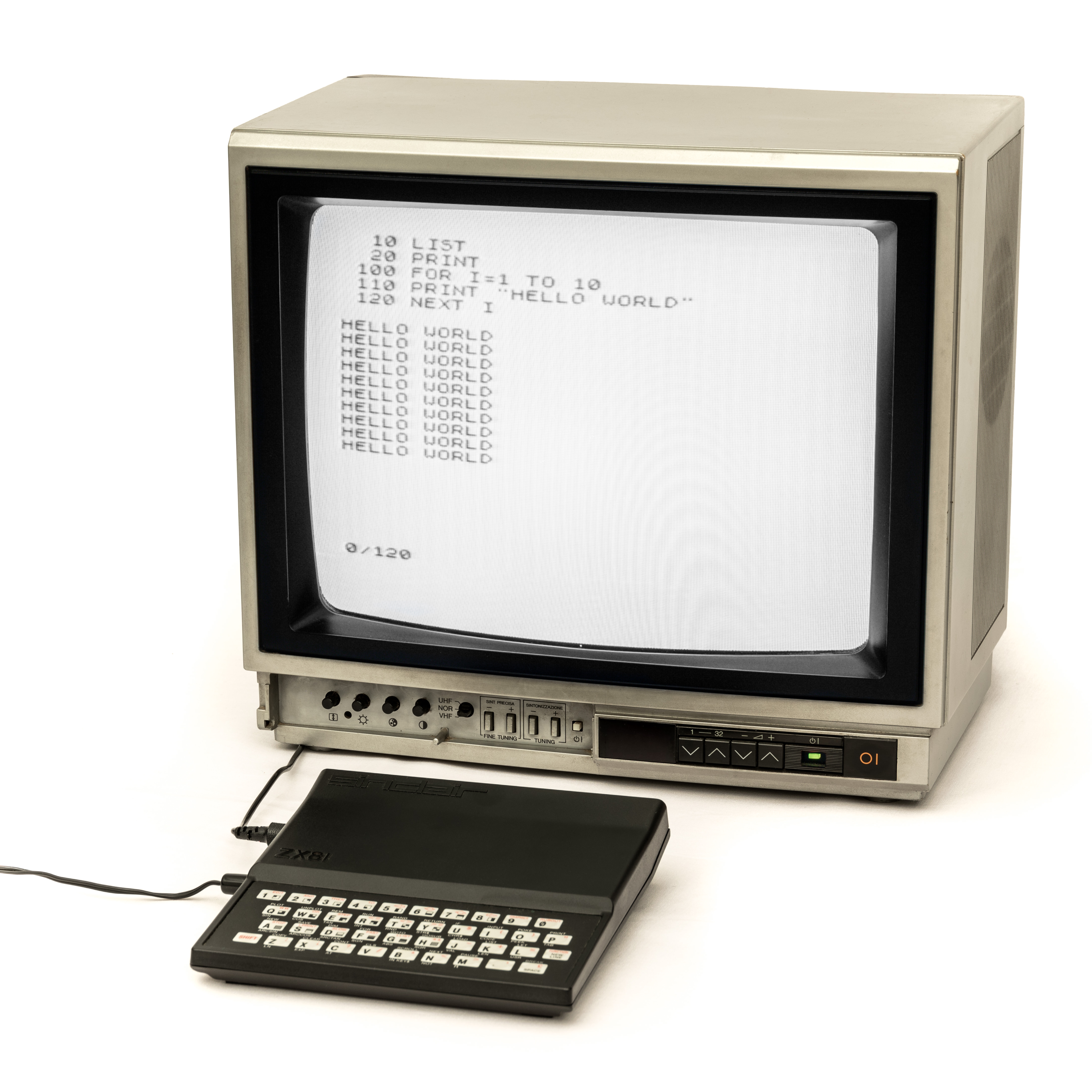
Sinclair ZX81 rodando programa BASIC

Dado que a tela era gerada basicamente por software na ROM do ZX81, era possível desviar a rotina do serviço de interrupção e gerar a imagem por conta própria. Vários jogos em "alta resolução" (ou seja, 256×192 pontos, em vez de 64×48) lançaram mão deste recurso, notadamente os de uma companhia chamada Software Farm.
Outra característica do ZX81 era que ele ecoava o sinal do gravador de cassetes na tela enquanto carregava e salvava programas, fazendo com que a imagem da TV mostrasse padrões ziguezagueantes.

### Teclado
Teclado de membrana (Mylar), sensível ao toque, com 40 teclas (a maioria executando de duas a cinco funções, com exceção da barra de espaço, "New line" e Shift). A tecla Shift dava  acesso aos símbolos especiais, teclas de movimentação do cursor, blocos gráficos e a função "RUBOUT" (delete). As letras só podiam ser digitadas em maiúsculas.

### Periféricos

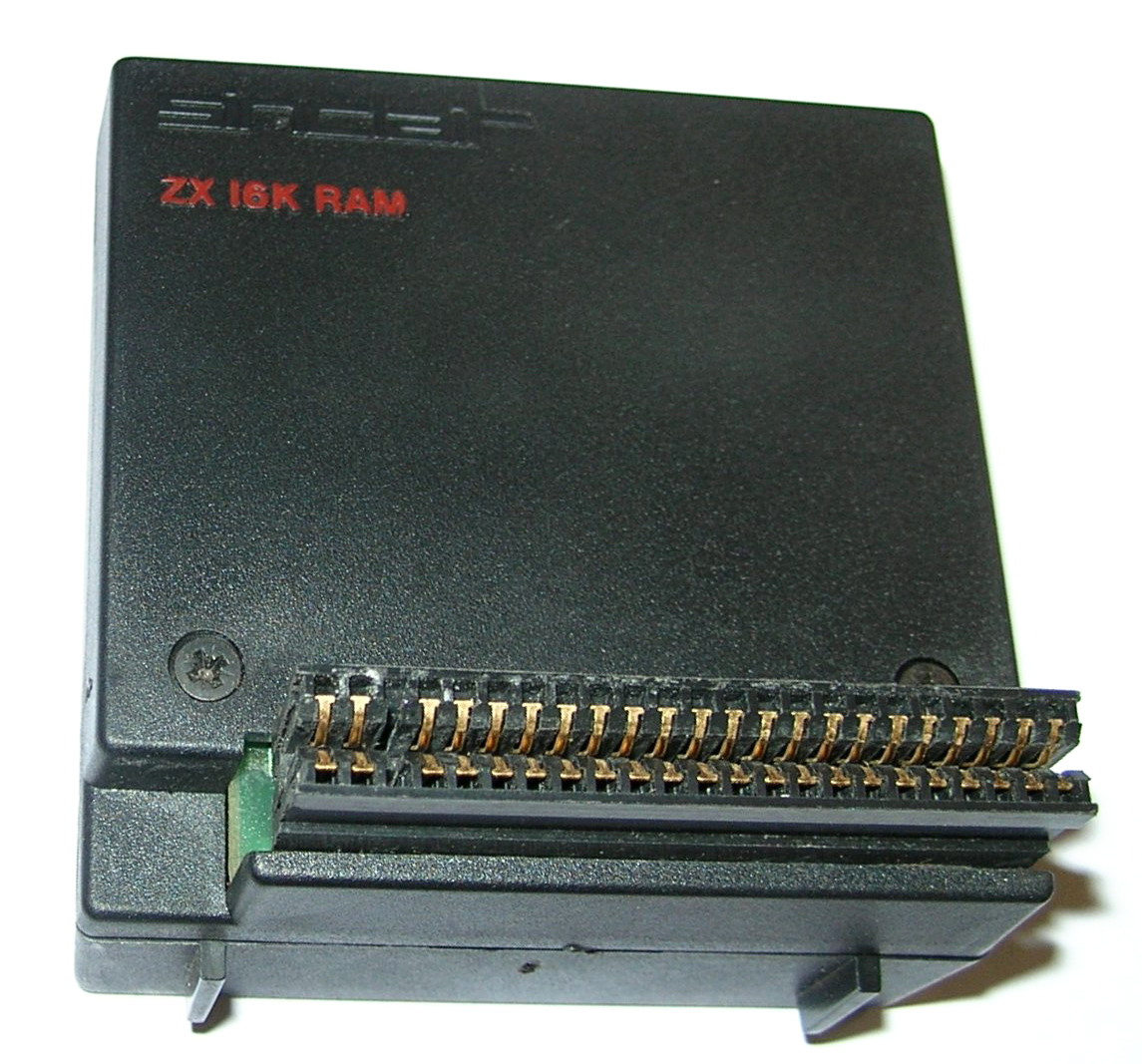
Um módulo de 16 KiB de RAM para ser conectado na porta de expansão do ZX81

- 16 KB RAM Pack - módulo de expansão de memória.
- HRG Memopack 32 e 64 KB - módulos de expansão de memória.

### Defeitos conhecidos
Havia um defeito notório que fazia com que alguns ZX81s informassem a raiz quadrada de 0,25 como 1,3591409 em vez de 0,5. A má reputação da Sinclair pelo seu pobre controle de qualidade era menos devido a existência do defeito em algumas máquinas e mais pelo tempo que ela levava para tomar uma providência quando um defeito era descoberto. Supostamente, um artigo publicado na revista Byte nesta época, comparando a precisão matemática de vários computadores convencionais contemporâneos, bem mais caros, teria feito uma avaliação positiva do ZX81.

## Vendas
O ZX81 foi vendido em grande quantidade, até ser substituído pelo seu sucessor aperfeiçoado, o ZX Spectrum.

### Mercado actual
Equipamentos usados podem ser encontrados em sítios de leilão on-line, como o eBay e o Mercado Livre.

## Clones

### Brasil
O ZX81 foi clonado ilegalmente no Brasil por várias empresas através do uso de engenharia reversa, sendo as principais a Microdigital e a Prológica:
- CDSE: Apply 300
- Engebrás: AS-1000
- Microdigital: TK82, TK82-C, TK83 (2 KiB RAM) e TK85 (16 KiB RAM, clone do TS1500).
- Prológica: NE-Z80, NE-Z8000, CP200 (16 KiB RAM) e CP200S (16 KiB RAM).
- Ritas: Ringo R-470 (com 16 KiB de RAM, parcialmente compatível, mas com funções do teclado em teclas diferentes e gravação em High Speed a 4800bps, incompatibilizando suas gravações com os outros modelos).

### Estados Unidos
Além de ser vendido pela própria Sinclair, a partir de sua fábrica em Nashua, New Hampshire, o ZX81 foi legalmente clonado pela Timex Sinclair, uma "joint venture", que produziu o TS1000 para o mercado norte-americano. A versão básica do TS1000 era vendida com o dobro da RAM do ZX81 (ou seja, 2 KiB), e com opção de saída de vídeo RF no canal 2 ou 3 VHF em NTSC (chave sob o micro). A Timex Sinclair também produziu um clone melhorado do ZX81 chamado TS1500 que já possuia 16 KiB de RAM e gabinete maior com "teclado chiclete" como seu irmão mais velho (o Sinclair ZX Spectrum); outras diferenças era que além da opção de escolha de canais de saída (2 ou 3 VHF[RF] em NTSC no teclado e não mais numa chave sob o micro), também possuia mutiplexação da expansão de RAM: ao colocar-se uma expansão de memória em seu barramento de saída a RAM era aumentada somente no final do mapa de memória.

### Livros
- Adamson, Ian; Kennedy, Richard (1986). Sinclair and the Sunrise Technology. Harmondsworth, England: Penguin Books Ltd. ISBN 978-0-14-008774-1
- Bridgewater, Susan; Doyle, Peter (1998). Innovation in marketing. Oxford, England: Butterworth-Heinemann. ISBN 978-0-7506-4121-0. (pede registo (ajuda))
- Dale, Rodney (1985). The Sinclair Story. London: Gerald Duckworth & Co. ISBN 978-0-7156-1901-8
- Laing, Gordon (2004). Digital retro. Lewes, England: The Ilex Press Ltd. ISBN 978-1-904705-39-0
- Morris, Ben (2007). The Symbian OS architecture sourcebook: design and evolution of a mobile phone OS. Chichester, England: John Wiley and Sons. ISBN 978-0-470-01846-0
- Nash, John C (1984). Effective scientific problem solving with small computers. Reston, VA: Reston Pub. Co. ISBN 978-0-8359-1596-0
- Thomasson, Don (1983). The Ins and Outs of the Timex TS1000 & ZX81. Leighton Buzzard, England: Melbourne House. ISBN 978-0-86161-118-8
- Vickers, Steve (1982). ZX81 BASIC Programming. Cambridge, England: Sinclair Research

### Notícias
- [Staff] (7 de fevereiro de 1980). «Sinclair's machine homes in on hobbyists». New Scientist. p. 402
- [Staff] (22 de fevereiro de 1982). «Sinclair's tinkering talent». Engineering Today. pp. 20–23
- [Staff] (dezembro de 1982). «Charts and Analysis». Compute!. pp. 56–59
- [Staff] (30 de maio de 1983). «Why design if you can pinch it?». Daily Telegraph. p. 8
- [Staff] (novembro de 1983). «ZX-81 export deal signed with China». Sinclair User. p. 17
- [Staff] (abril de 1984). «ZX81 Software Scene: Golden Oldies». Sinclair User (25). p. 37
- [Staff] (maio de 1985). «The Sinclair Story, part two». Crash (16). p. 127
- [Staff] (4 de julho de 2003). «Top developer's code for success». BBC News
- [Staff] (8 de agosto de 2003). «Faces of the week». BBC News
- [Staff] (23 de abril de 2007). «How the Spectrum began a revolution». BBC News
- Adamson, Ian; Kennedy, Richard (12 de junho de 1986). «The decline of Uncle Clive». New Scientist. p. 33
- Babsky, David (abril de 1983). «ZX81 v IBM PC». Which Micro?. pp. 34–36
- Campbell, Robert (14 de julho de 1983). «New clothes for IT in schools». New Scientist. p. 133. Consultado em 26 de janeiro de 2015
- Church, Lynd (maio de 1982). «A piece of cake in Dundee». Sinclair User. pp. 53–55
- Cecco, Raffaele (junho de 1988). «Cecco's Log». CRASH (53)
- Clarke, Robin (11 de fevereiro de 1982). «Microcomputers: No room at the inn». New Scientist. p. 390
- Cooke, Claudia (agosto de 1982). «Modest award winner sets the pace in micro design». Sinclair User. p. 56
- Crisp, Jason (13 de fevereiro de 1982). «Sinclair to be marketed in U.S. by Timex». Financial Times. p. 3
- Crisp, Jason (6 de março de 1981). «Sinclair launches new personal computer costing only £70». Financial Times. p. 6
- Crisp, Jason (20 de março de 1982). «Why Sinclair thinks small is beautiful». Financial Times. p. 15
- Eddy, Richard (julho de 1987). «Stonehenge in Space». CRASH (42)
- Garrett, Billy (janeiro de 1983). «The Timex/Sinclair 1000». BYTE. 8 (1). pp. 364–370. Consultado em 19 de outubro de 2013
- Gillies-Jones, Ray (22 de junho de 2000). «Remember ZX80, ZX81, ZX Spectrum.». Computer Weekly. Arquivado do original em 11 de outubro de 2012
- Goodwin, Simon N. (janeiro de 1988). «Tech Tips». CRASH (48)
- Hancock, David (15 de setembro de 1996). «Zap! I'm a millionaire; A tiny computer bought by his mum set Dave Perry on the road to riches». Sunday Mirror
- Hartnell, Tim (junho–julho de 1981). «Review – The Sinclair ZX81». Your Computer. pp. 12–14
- Hartnell, Tim (novembro de 1981). «WH Smith brings ZX-81s to the high street». Your Computer. p. 37. Arquivado do original em 2 de dezembro de 2012
- Hayman, Martin (junho de 1982). «Interview – Clive Sinclair». Practical Computing. pp. 54–64
- Joscelyne, Svend (5 de novembro de 2009). «Industry Legend: Charles Cecil». Spong
- Lorenz, Christopher (15 de abril de 1982). «The precarious balance between research, fashion and price». Financial Times. p. 18
- Kewney, Guy (3 de maio de 1982). «Sinclair launches another low-cost microcomputer». InfoWorld
- Krotoski, Aleks (3 de novembro de 2003). «Games in literature: Gibson explores the difference between UK and US». The Guardian
- Mackintosh, Hamish (23 de setembro de 1999). «Deep thought». The Guardian
- Mackintosh, Hamish (27 de janeiro de 2000). «Why the Discworld needs PCs». The Guardian
- McClelland, David (18 de março de 2011). «How a BBC Micro shaped the course of GeekDad's life». Wired. Arquivado do original em 30 de dezembro de 2011
- Munford, Roger (março de 1984). «Smash Software». Your Spectrum
- Needle, David (15 de março de 1982). «Times will market Sinclair computers». InfoWorld
- Peltu, Malcolm (30 de abril de 1981). «Paperback processing – The Sinclair ZX81 personal computer». New Scientist. p. 303
- Reynolds, Matthew (28 de junho de 2009). «Gaming – Interview – Rhianna Pratchett ('Overlord')». Digital Spy
- Scot, Duncan (agosto–setembro de 1981). «Interview: Clive Sinclair». Your Computer. pp. 21–22
- Shibata, Yoko (30 de setembro de 1982). «UK computer succeeds in Japan». Financial Times. p. 4
- Sinclair, Clive (26 de junho de 1986). «Sinclair spectre». New Scientist. p. 81
- Taylor, Paul (21 de novembro de 1981). «Chips all round». Financial Times. p. 11
- Tebbutt, Dave (junho de 1981). «Sinclair ZX81». Personal Computer World. Consultado em 21 de junho de 2011. Arquivado do original em 6 de abril de 2011
- Tomkins, Stephen (11 de março de 2011). «ZX81: Small black box of computing desire». BBC News
- Valéry, Nicholas (19 de maio de 1977). «Spare a byte for the family». New Scientist. pp. 405–406. Consultado em 25 de janeiro de 2015
- Wallis, Alistair (15 de fevereiro de 2007). «Playing Catch Up: Match Day's Jon Ritman». Gamasutra
- Wise, Deborah (2 de novembro de 1981). «British company announces inexpensive computer». InfoWorld

### Outros
- "From Science of Cambridge: the new MK14" (advertisement). Cambridge, England: Science of Cambridge (1978)
- ZX81 Operating Supplement. Cambridge, England: Sinclair Research (1982)
- Sinclair ZX81 Personal Computer (brochure). Cambridge, England: Sinclair Research (undated, circa March 1981)
- «Explore the excellence of your ZX81 with a Memopak». BYTE (Advertisement). 7 (6). Junho de 1982. 335 páginas. Consultado em 19 de outubro de 2013
- «The $99.95 Personal Computer». BYTE (Advertisement). 7 (8). Agosto de 1982. pp. 82–83. Consultado em 19 de outubro de 2013
- Anúncio da Sinclair Research. Everyday Electronics, abril de 1981, pp. 284–285
- Sinclair Research advertisement. Popular Science, October 1982, pp. 284–285
- Sinclair ZX81 Home Computer, with "Mapsoft" keyboard attached." McManus Galleries, Dundee. Consultado em 13 de janeiro de 2011
- TK85. Museu da Computação e Informática. Consultado em 2 de janeiro de 2011
- ZX81DES1. Rick Dickinson, 24 de agosto de 2007. Consultado em 2 de janeiro de 2011.